# Faventilla diffinis
Faventilla diffinis är en insektsart som först beskrevs av Walker 1857.  Faventilla diffinis ingår i släktet Faventilla och familjen vedstritar. Inga underarter finns listade i Catalogue of Life.